# Sugo
Sugo er et italiensk ord for en homogen sauce, svarende til det franske jus. Sugo kan baseres på forskellige ingredienser, eksempelvis tomat, kødsuppe og suppeurter. Sugo med kød kaldes ragu eller ragout.